# Naramice (gmina)
Naramice (od 1953 Biała) – dawna gmina wiejska istniejąca do 1953 roku w woj. łódzkim. Początkowo siedzibą gminy były Naramice, a po wojnie Biała k. Wielunia.
W okresie międzywojennym gmina Naramice należała do powiatu wieluńskiego w woj. łódzkim. Po wojnie gmina zachowała przynależność administracyjną. Według stanu z dnia 1 lipca 1952 roku gmina składała się z 20 gromad: Biała cz. I, Biała cz. II, Biała Parcela, Biała Rządowa, Brzoza, Dobrosław, Janowice, Kloniczki, Kopiec, Kopydłów, Łyskornia, Młynisko, Młynisko cz. I, Naramice, Rososz, Swoboda, Śmiecheń, Świątkowice, Wiktorów i Zabłocie.
21 września 1953 jednostka o nazwie gmina Naramice została zniesiona przez przemianowanie na gminę Biała.